# I Maia
I Maia (titolo orig. Os Maias: Episódios da Vida Romântica) è un romanzo del 1888 di José Maria Eça de Queirós. Tra le opere più conosciute dell'autore portoghese, fu pubblicata a Porto nel 1888.
Il romanzo è ambientato nella seconda metà dell'Ottocento e narra le vicende della famiglia Maia fino all'ultimo discendente Carlos di Maia, su cui si concentra, con la storia del suo amore incestuoso per la sorella Maria Eduarda.

## Trama
L'apertura del romanzo contiene la descrizione della residenza del ‘Ramalhete’, che prende il nome dal ‘ramoscello’ di girasole che occupa la parte della facciata destinata allo stemma di famiglia. Alfonso di Maia, l'autorevole rappresentante del casato, assiste alle vicende delle ultime tre generazioni e soccombe ottantenne alla rivelazione della grande nefandezza. Alfonso aveva sposato Maria Edoarda Runa, da cui aveva avuto un unico figlio, Pietro. L'educazione romantica impartita al giovane, insieme al grande attaccamento alla madre, lo rendono inconsolabile alla morte materna. Solo la conoscenza di una donna bellissima, Maria Monforte, lo riporta alla vivacità e gli restituisce la voglia di vivere. Dal loro matrimonio nascono due figli: Carlo Edoardo e Maria Edoarda. Ma ben presto il loro matrimonio è distrutto dall'innamoramento e conseguente fuga d'amore della consorte e della figlioletta Maria con Tancredi, un avvenente italiano ospite dei Maia. Carlo rimane col padre, che però, vinto dal dolore, lo consegna alle cure del nonno Alfonso e poi si suicida.
Alfonso impone a Carlo una rigida educazione all'inglese, come avrebbe voluto a suo tempo fare con Pietro. Dopo vari anni, Carlo si laurea in Medicina e ritorna a Lisbona, dove conduce una vita di frivoli piaceri finché non incontra e si innamora perdutamente di una donna, che inizialmente si presenta come moglie di un ricco brasiliano, poi piano piano si scopre che non lo è, che ha attraversato truci disgrazie, sia con la madre che muore lasciandola priva di ogni sostentamento, che con il marito che muore lasciandole una graziosa figlioletta. Ma la storia non finisce qui. I due amanti clandestini superano ogni difficoltà e limiti imposti dalla società lisbonense, trovano il modo di crearsi un nido d'amore dove vivere liberamente la loro passione.
Tutto si complica irrimediabilmente quando un rispettabile signore consegna, insieme alla sua testimonianza, una cassetta contenente le lettere della madre di Maria Edoarda, in cui si rivela la paternità e il legame di famiglia: Maria Edoarda e Carlo di Maia sono fratelli. Carlo cade nella disperazione totale ma non riesce a staccarsi da Maria. Il nonno Alfonso interpellato sulla veridicità del rapporto di famiglia assiste impotente all'evidenza dell'incesto e muore in seguito a una crisi cardiaca.
È apparentemente una fine tragica, ma l'ironia dell'autore lascia intravedere che la vita continua a dispetto di ogni difficoltà. I due inseparabili amici, dopo una lunga assenza, si ributtano nella vita dei vizi della capitale Lisbona, nuova Parigi sulle rive del Tago.

## Edizioni italiane
- I Maia: episodi della vita romantica, trad. di Laura Marchiori, 2 voll., Collana Biblioteca Universale Rizzoli, Milano, Rizzoli, I° ed. 1953 - 1959.
- I Maia, trad. e cura di Enrico Mandillo, Collezione I Grandi Maestri n.24, Gherardo Casini Editore, Roma, 1956-1987; 2 voll., Collana I Grandi Classici della Letteratura Straniera, Milano, Fabbri Editori, 1996-1998.
- I Maia. Il Gattopardo portoghese, traduzione di Enrico Mandillo, a cura di Gabriele Morelli e Raoul Maria de Gomeira, Collezione Di là dal fiume e tra gli alberi, Milano, Edizioni Settecolori, 2023,  p. 800, ISBN 979-12-815-1901-5.